# Brahmina cariniclypeata
Brahmina cariniclypeata är en skalbaggsart som beskrevs av Shuhei Nomura 1977. Brahmina cariniclypeata ingår i släktet Brahmina och familjen Melolonthidae. Inga underarter finns listade.